# Roman Bebak
Roman Bebak (ur. 30 kwietnia 1942 w Sosnowcu) – polski taternik, alpinista, himalaista i grotołaz, prawnik i adwokat.

## Życiorys

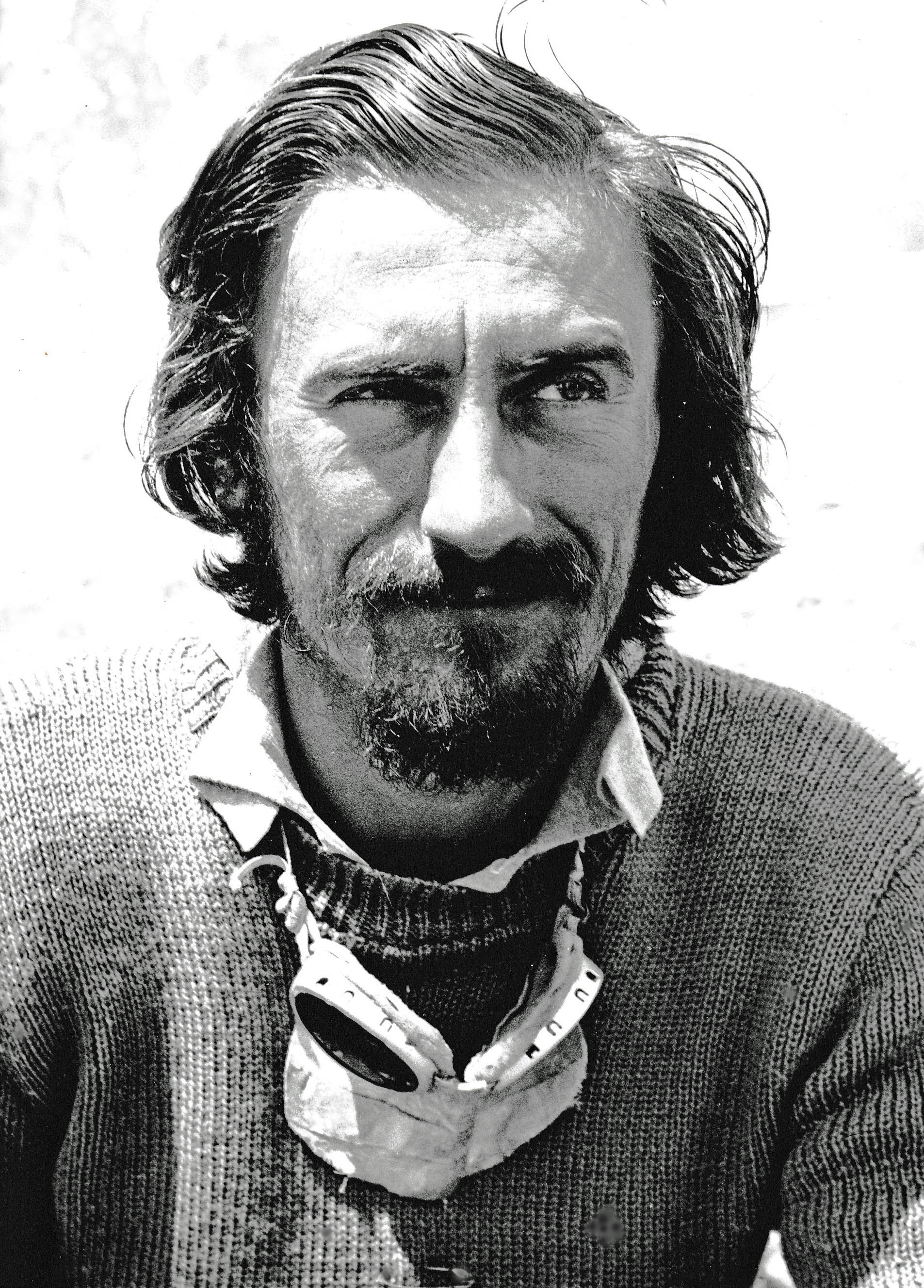
Roman Bebak w Karakorum, 1975

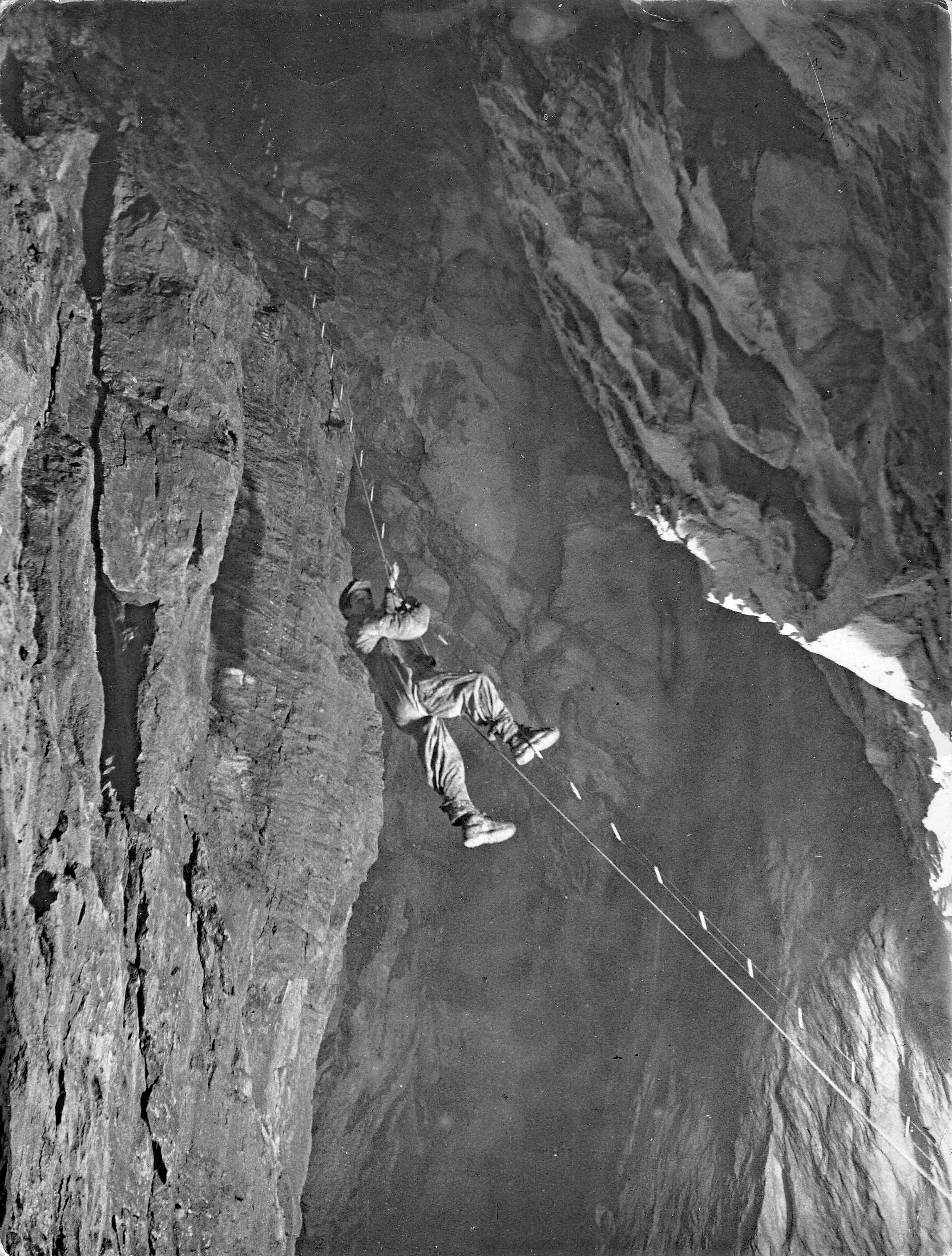
Roman Bebak w Jaskini Czarnej, 1969

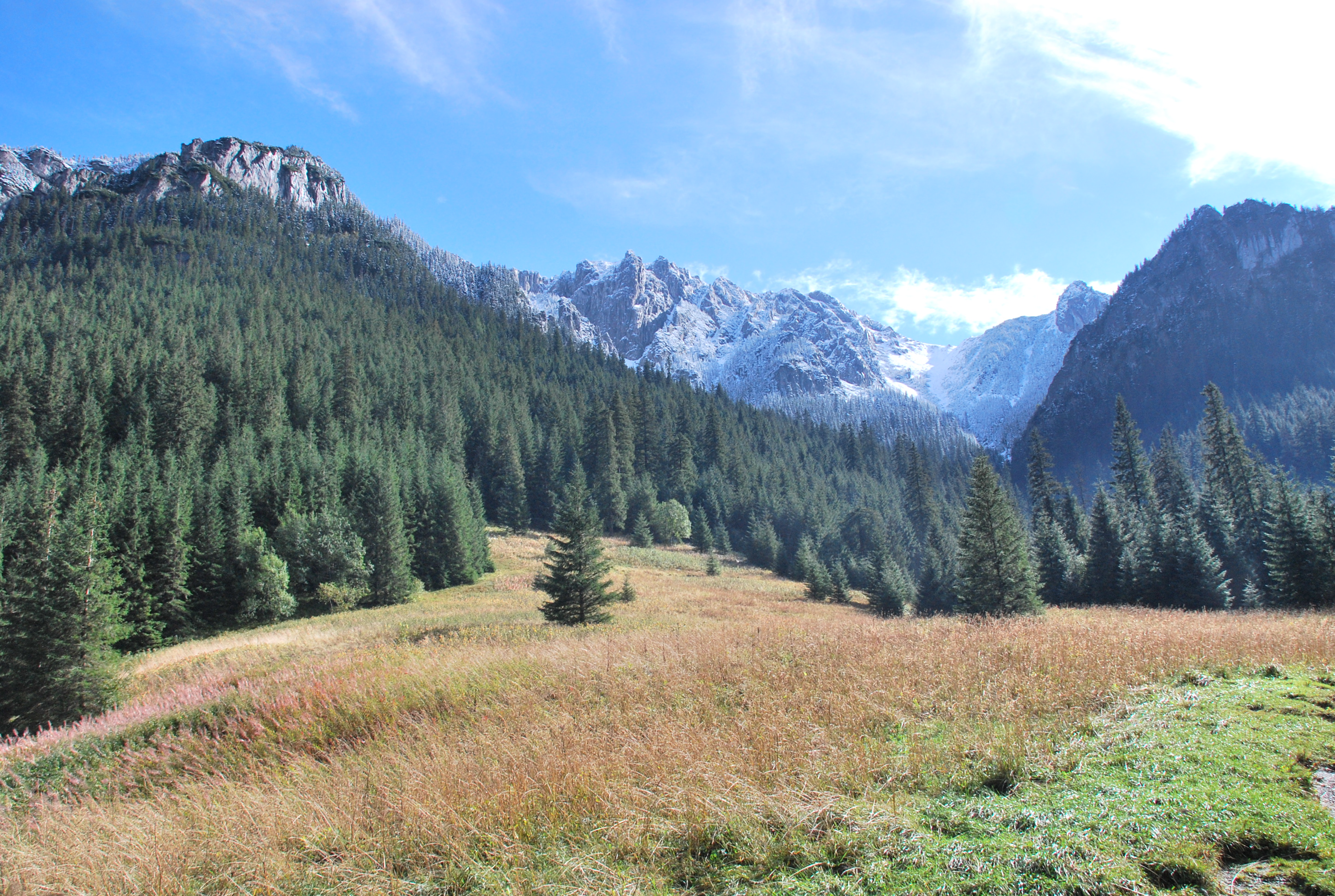
Główny otwór Jaskini Czarnej znajduje się na wysokości około 1300 m w skałach Organów, z lewej, powyżej lasu. Widok z Polany Pisanej w Tatrach Zachodnich

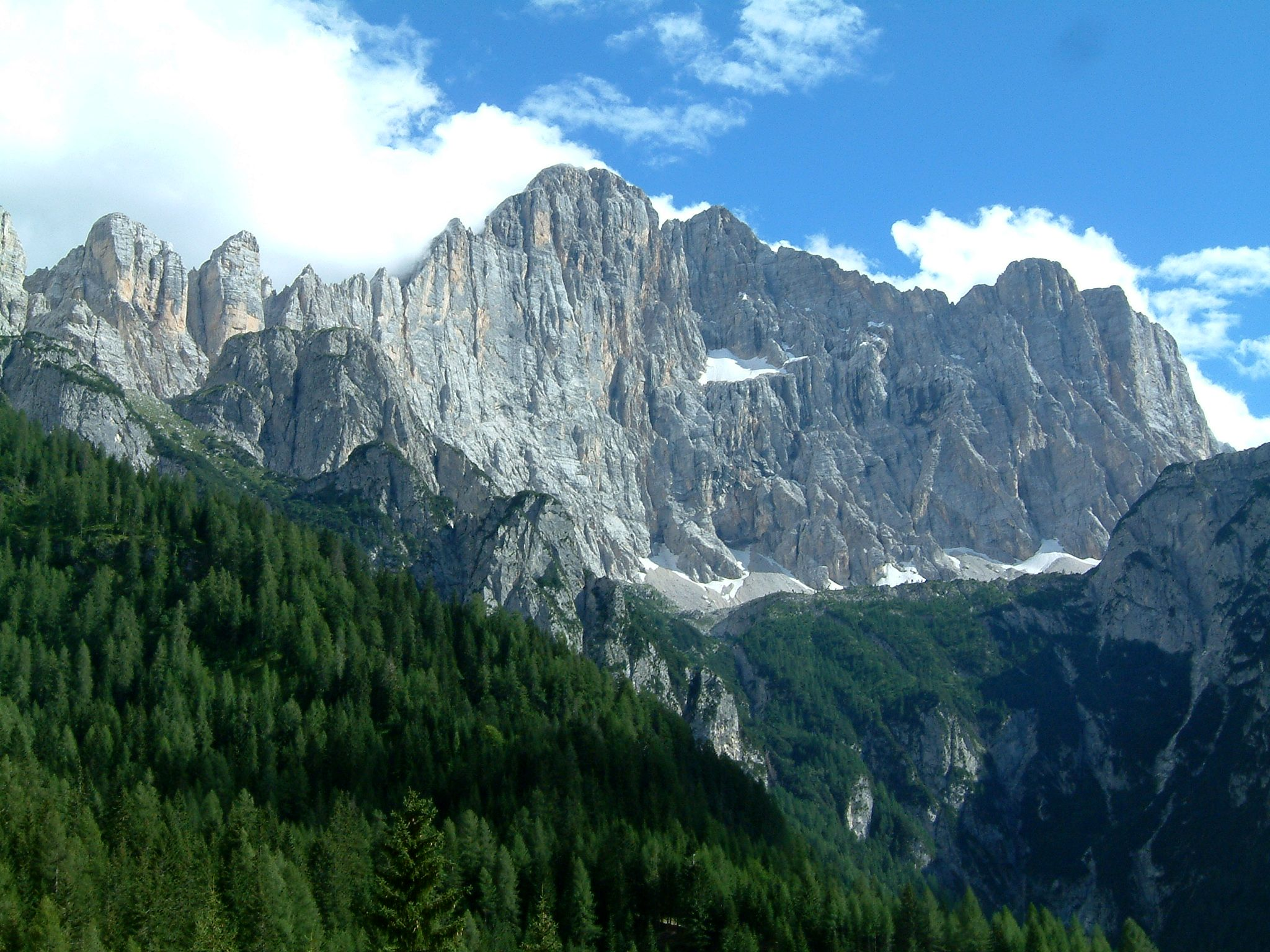
Monte Civetta (3220 m) we włoskich Dolomitach

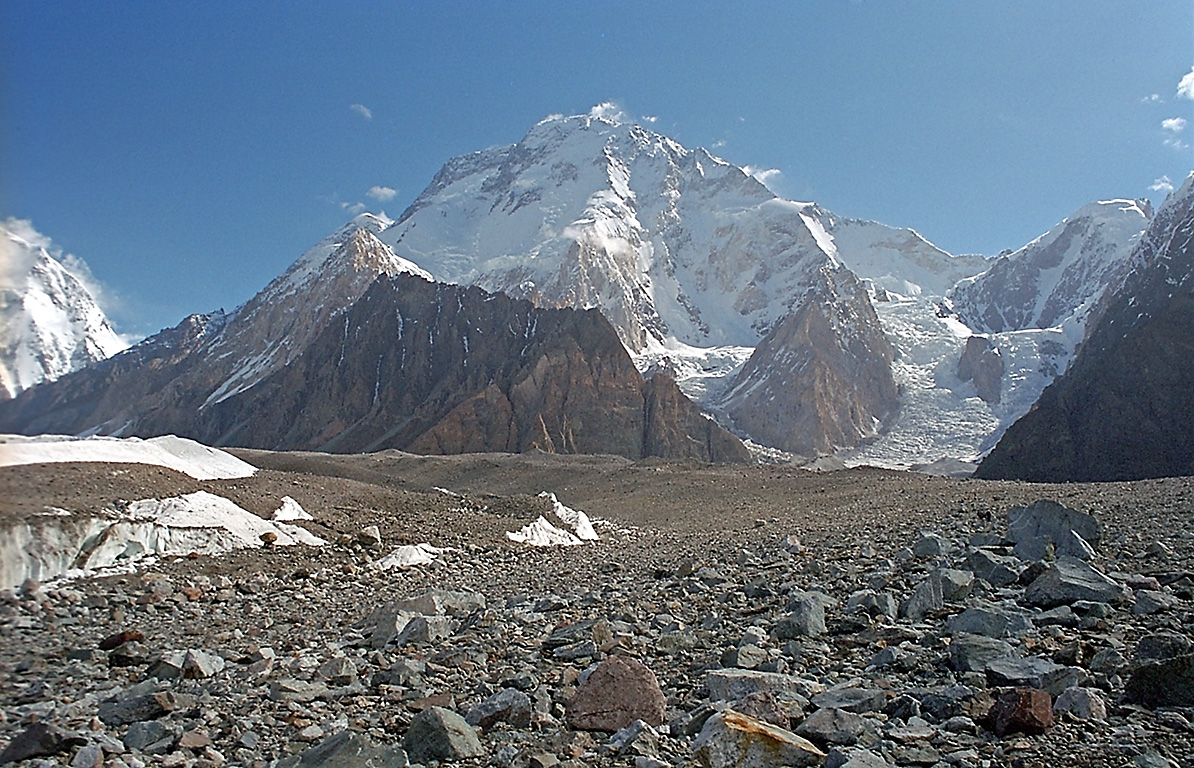
Masyw Broad Peak nad bazą Concordia w Karakorum. Szczyt Broad Peak Middle (8011 m, nieco z lewej od centrum) jest zaznaczony po otwarciu pliku źródłowego. Z lewej strony fotografii widoczne Żebro Abruzzi w masywie K2

Jest synem Wojciecha (1914–1996) i Marianny (1916–2003) z domu Chwastek. Maturę uzyskał w Liceum Ogólnokształcącym w Żarach koło Żagania. W 1965 ukończył studia prawa na Uniwersytecie Wrocławskim. Pracował jako prawnik we Wrocławiu i Kłodzku. W 1988 osiedlił się w Jeleniej Górze, gdzie prowadzi kancelarię adwokacką.

## Działalność wspinaczkowa
Od 1961 jest członkiem wrocławskiej Sekcji Grotołazów, a od 1962 Wrocławskiego Klubu Wysokogórskiego. W treningowych skałkach w Rudawach Janowickich wspinał się razem z Wandą Rutkiewicz. Jest członkiem Sudeckiego Klubu Wysokogórskiego. Został wybrany prezesem tego Klubu w 2015.
Wspinał się sportowo latem i zimą w Tatrach, Alpach, Kaukazie, Hindukuszu, Pamirze, Karakorum i Himalajach. W 1961 wraz z Januszem Rabkiem i Januszem Fereńskim odkrył Jaskinię Czarną w Tatrach Zachodnich i brał udział w jej eksploracji. Z tym samym zespołem odkrył Jaskinię Psią.
W Dolomitach przeszedł direttissimą Cima del Burel oraz zachodnim filarem Cima Della Busazza – nowymi drogami w 1967, także Pan di Zuccero (w masywie Civetty) – nową drogą w 1968. Na Kaukazie wspinał się w 1971 nową drogą na Ułłukarę oraz dokonał drugiego przejścia drogi Arciszewskiego na wschodniej ścianie Uszby. W tym samym roku w Hindukuszu dokonał pierwszych wejść na pięciotysięczniki Kohe Rizes i Kohe Zard. W 1974 w Pamirze wszedł na Pik Komunizma (7495 m, obecna nazwa Pik Samaniego) drogą Borodkina oraz na Kullai Ozodi (7105 m). W 1975 uczestniczył we wrocławskiej wyprawie na Broad Peak Middle (osiągnął wysokość 7700 m). W 1982 był uczestnikiem narodowej wyprawy na K2 w Karakorum.

## Inne informacje
Po trzęsieniu ziemi w Nepalu w 2015 organizował pomoc dla potrzebujących.
W 2023 i 2024 opublikował teksty o historii wrocławskiej Sekcji Grotołazów.